# Photu
Photu – gaun wikas samiti w zachodniej części Nepalu w strefie Karnali w dystrykcie Mugu. Według nepalskiego spisu powszechnego z 2011 roku liczył on 245 gospodarstw domowych i 1371 mieszkańców (680 kobiet i 691 mężczyzn).